# Tenera storia
Tenera storia è un film erotico del 1992 diretto da Joan Russell (alias Aristide Massaccesi). È l'ultimo film interpretato da Laura Gemser.